# Cicisbeismus
Cicisbeismus ist eine Form der polyandrischen Ehe, die insbesondere in vorkolonialen nigerianischen Gesellschaften vorkam. Es handelt sich, wie bei der sekundären Ehe, um gesellschaftlich geduldete sexuelle Beziehungen zwischen einer Frau und mehreren (in der Regel zwei) Männern. Die Frau gilt jedoch als mit nur einem der Männer verheiratet. Während der Frau nicht unbedingt die Wahl des Ehemannes freisteht, wählt sie ihren Geliebten (Cicisbeo) selbst und dieser erwirbt das sexuelle Anrecht, indem er dem Ehemann eine Gebühr zahlt. 
Mit dem Vorrecht der Frau, sich ihren Liebhaber selbst erwählen zu können, steht diese Beziehungsform in einem markanten Unterschied zu anderen Formen der Polyandrie. 
Der Begriff Cicisbeo bezeichnete ursprünglich im 17. Jahrhundert in Italien die legalisierte Institution des Hausfreunds.